# Feelplus
Feelplus és una empresa desenvolupadora de videojocs japonesa creada per Microsoft Game Studios específicament per a ajudar a Mistwalker en el desenvolupament dels seus videojocs. Està formada per ex-membres de l'empresa Nautilus.
El seu primer títol va ser Lost Odyssey, un RPG para Xbox360, que va eixir en desembre de 2007 al Japó i a Amèrica i Europa va arribar en el primer trimestre del 2008.
A finals del 2008, publicaren el seu segon títol en el Japó, Blue Dragon Plus, para Nintendo DS.

## Jocs desenvolupats
Dates de lliurament en el Japó
- Lost Odyssey (6 de desembre del 2007) (Xbox 360) Junt amb Mistwalker.
- Blue Dragon Plus (7 de setembre del 2008) (Nintendo DS) Junt amb Mistwalker.
- Infinite Undiscovery (11 de setembre del 2008) (Xbox 360) Producció visual i suport.
- Ninety-Nine Nights 2 (Per determinar) (Xbox 360).